# Kalidás Barreto
Luís Maria Kalidás da Costa Barreto GOL (Montemor-o-Novo, 16 de Outubro de 1932 - Castanheira de Pera, 30 de Outubro de 2020) foi um contabilista e sindicalista português.

## Biografia
Kalidás Barreto nasceu a 16 de Outubro de 1932, em Montemor-o-Novo, distrito de Évora.
Filho do intelectual de origem goesa Adeodato Barreto, teve como terceiro nome próprio uma referência a Calidaça, renomado poeta e dramaturgo do sânscrito clássico.
Tirou o Curso Complementar de Contabilidade e Comércio, em Coimbra, e fixou-se em Castanheira de Pera. Exerceu funções como director comercial em diversas empresas daquela região, nomeadamente no ramo da indústria têxtil.
Iniciou cedo a sua participação política, tendo integrado a Comissão de Apoio à candidatura de Humberto Delgado à Presidência da República, em 1958 e organizado a Oposição Democrática em Castanheira de Pera, em 1969.
Após o 25 de Abril de 1974 foi membro da Comissão Administrativa do Município de Castanheira de Pera e primeiro presidente eleito da Assembleia Municipal de Castanheira de Pera, em 1976.
Kalidás Barreto foi deputado à Assembleia Constituinte, em 1975 pelo Partido Socialista.
Sindicalista, esteve entre os fundadores da Confederação Nacional dos Trabalhadores Portugueses (CGTP) em 1970, após o que liderou a Organização Sindical de Têxteis do Centro. Foi dirigente nacional da CGTP e conselheiro técnico de Missões Portuguesas à Organização Internacional do Trabalho.
Em 25 de Abril de 2004 foi feito Grande-Oficial da Ordem da Liberdade, por Jorge Sampaio.
Foi provedor do beneficiário do Instituto Nacional para o Aproveitamento dos Tempos Livres (INATEL).

## Obras publicadas
- Revistas de Costumes Locais, 1958
- Lenda da Princesa Peralta, 1964
- Subsídios para a História do Movimento Operário em Castanheira de Pêra, 1983[5]
- A Organização Profissional dos Trabalhadores Têxteis de Leiria e Coimbra, 1987[5]
- Dr. Manuel Diniz Henriques, 1987
- Monografia do Concelho de Castanheira de Pera, 1989[5]
- Dr. Ernesto Marreca David - o Homem e a Obra, 1993
- Emprego, Modernização e Desenvolvimento, 1996
- Fábrica da Várzea - Projecto de Museu Têxtil em Castanheira de Pera, 1999
- Os Trabalhadores Laneiros do Distrito de Leiria, 2009[6]
- Os Presos políticos de Castanheira de Pera - 1949 Não Apaguem a Memória, 2009[6]
- Os Deputados de Leiria na Assembleia Constituinte, 1975-1976 (pref. Mário Soares), 2010[5]
- Manuel Lopes de Almeida : um castanheirense na luta pela República em 5 de outubro de 1910, 2011[6]